# کاساپه
کاساپه (به ایتالیایی: Casape) یک کومونه در ایتالیا است که در استان رم واقع شده‌است.

## خصوصیات
کاساپه ۵٫۳ کیلومترمربع مساحت و ۷۸۱ نفر جمعیت دارد و ۴۷۵ متر بالاتر از سطح دریا واقع شده‌است.